# Aenictus asantei
Aenictus asantei este o specie de furnică militară brună răspândită în Nigeria și Ghana. Specia a fost observată în coloană care atacă puii de Pheidole. Este numită după poporul Asante.